# Tías

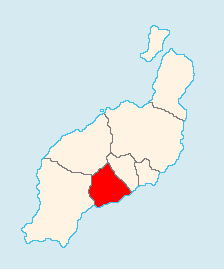
Localização de Tías

Tías é um município da Espanha na província de Las Palmas, comunidade autónoma das Canárias. Tem 64,6 km² de área e em 2021 tinha 20 801 habitantes (densidade: 322 hab./km²).

## José Saramago
José Saramago instalou-se em Tías em 1993, onde escreveu o Ensaio sobre a Cegueira (1995) e todas as obras que se seguiram. O escritor português morreu em Tías a 18 de junho de 2010, vítima de leucemia.
José Saramago é homenageado na localidade com uma escultura de quase cinco metros em aço, colocada na rotunda que dá acesso ao complexo da Casa e da Biblioteca do escritor, que formam parte da Fundação José Saramago. A obra representa uma oliveira feita com as letras iniciais de José Saramago - o tronco é um jota, os ramos são esses. A escultura, inaugurada no dia 15 de Junho de 2013, é de autoria de José Perdomo e foi feita a partir de um desenho de Esther Viña, ambos os criadores do logotipo de A Casa de José Saramago em Lanzarote.

## Demografia
| Variação demográfica do município entre 1991 e 2004 | Variação demográfica do município entre 1991 e 2004 | Variação demográfica do município entre 1991 e 2004 | Variação demográfica do município entre 1991 e 2004 |
| --------------------------------------------------- | --------------------------------------------------- | --------------------------------------------------- | --------------------------------------------------- |
| 1991                                                | 1996                                                | 2001                                                | 2004                                                |
| 7556                                                | 10096                                               | 12820                                               | 15788                                               |

## Localidades
Habitantes em 2007:
- Puerto del Carmen (10 315 habitantes)
- Tías (5 319 habitantes)
- Macher (982 habitantes)
- La Asomada (831 habitantes)
- Masdache (335 habitantes)
- Conil (303 habitantes)
- Vega de Tegoyo (178 habitantes

## Cidades gémeas
- Adeje, Espanha
- Azinhaga, Portugal, terra natal de José Saramago
- Castril, Espanha
- Llanes, Espanha